# Рашеєв Микола Георгійович
Микола Георгійович Рашеєв (8 квітня 1935, Київ — 5 жовтня 2021, там само) — радянський і український кінорежисер, кіносценарист. Заслужений діяч мистецтв України (2000).

## Біографія
Народився 8 квітня 1935 року у Києві (батько — болгарин і політичний емігрант, по лінії Комінтерну вчився і працював у Києві, був деканом Політехнічного інституту, заарештований в 1937 році). У 14 років захопився альпінізмом. Закінчив школу із золотою медаллю, Київський політехнічний інститут (1957), потім — у Москві: сценарний факультет Всесоюзного державного інституту кінематографії (1964) і Вищі режисерські курси (1966, вчився у майстрів Сергія Юткевича, Михайла Ромма, Юлія Райзмана, Леоніда Трауберга).
Працював асистентом режисера Київської студії телебачення, режисером Пермської студії телебачення, Молдавського телебачення і студії «Молдова-фільм», членом сценарної колегії.
З 1971 року — режисер Київської кіностудії ім. О. П. Довженка. Знявся у ряді епізодів у своїх фільмах.
Член Національної Спілки кінематографістів України.
Донька — Рашеєва Дар'я Миколаївна, актриса.

## Фільмографія

### Кінорежисер
- 1964 — «Випадок на станції Кречетовка» (короткометражний, курсова робота);
- 1965 — «Туман» («Молдова-фільм», короткометражний);
- 1968 — «Маленький шкільний оркестр» (Укртелефільм) — у співавт. з О. Муратовим;
- 1971 — «Бумбараш» (Кіностудія імені Олександра Довженка, т/ф, 2 с) — у співавт. з А. Народицьким — Фільм отримав другий Приз V Всесоюзного фестивалю телефільмів (Ташкент, 1973);
- 1973 — «Заячий заповідник» (Кіностудія імені Олександра Довженка);
- 1976 — «Театр невідомого актора» (Кіностудія імені Олександра Довженка);
- 1978 — «Королі і капуста» (Кіностудія імені Олександра Довженка, т/ф, 2 серії);
- 1981 — «Яблуко на долоні» (Кіностудія імені Олександра Довженка);
- 1984 — «Розсмішіть клоуна» (Кіностудія імені Олександра Довженка);
- 1988 — «Любов до ближнього» (Кіностудія імені Олександра Довженка, т/ф);
- 1991 — «Оберіг» (Нерв (Держкіно, СРСР) / ХЕТА).

### Сценарист
- 1965 — «Туман» («Молдова-фільм», короткометражний);
- 1967 — «Вертикаль» (Одеська кіностудія, реж. С. Говорухін, Б. Дуров) — у співавт. з С. Тарасовим;
- 1968 — «Маленький шкільний оркестр» (Укртелефільм) — у співавт. з В. Зуєвим i О. Муратовим;
- 1976 — «Театр невідомого актора» (Кіностудія імені Олександра Довженка) — у співавт. з письменником Ю. Смоличем (за мотивами його однойменної повісті);
- 1991 — «Оберіг» (Нерв (Держкіно, СРСР) / ХЕТА) — у співавт. з Г. Ніколаєвим.